# Nathan Birnbaum
Nathan Birnbaum (Jiddisch: נתן בירנבוים, Nosn Birnboym) (Wenen, 16 mei 1864 - Scheveningen, 2 april 1937) was een joods Oostenrijkse journalist en filosoof. 

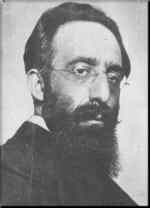
Nathan Birnbaum rond 1900

Birnbaum is de grondlegger van de joods nationalistische organisatie "Kadimah", de eerste zionistische organisatie. Tien jaar later zal Theodor Herzl hem als woordvoerder opvolgen. Birnbaum wordt gezien als de grondlegger van het oorspronkelijke - meer op  cultuur gerichte - zionisme en de bedenker van dezelfde term. Zijn opvolger Herzl is weer de grondlegger van het meer politieke 'moderne' zionisme. Birnbaum publiceerde ook onder de namen Mathias Ascher en Mathias Acher.

## Persoonlijk
Nathan Birnbaum is geboren in een joodse familie. Hij werd traditioneel religieus opgeleid (orthodox). Hij studeerde rechten, filosofie en Oosterse wetenschappen aan de Weense Universiteit. Birnbaum trouwde met de eveneens joodse Rosa Korngut, hij zou haar 3 jaar overleven. Samen kregen ze drie zonen: Solomon, Menachem en Uriel. Solomon stierf op de jeugdige leeftijd van 8 jaar.

## Zionisme
Tijdens zijn studie richtte hij in 1883 'Kadimah' op, een van oorsprong joodse studentenorganisatie. Een jaar later verscheen een pamflet genaamd 'Selbstemanzipation', gericht op de emancipatie van de joodse bevolking in Europa. Dit pamflet werd geschreven door Birnbaum. In 1890 introduceerde Birnbaum de term Zionisme. Birnbaum meende dat joden niet moeten assimileren. Ze moeten zich emanciperen, zelfbewust zijn en hun eigen identiteit vasthouden. Hij promootte één joods geloof en één joodse taal, het Jiddisch. In 1897 vond het 'Eerste Zionistische Congres' plaats, Birnbaum werd tijdens dit congres gekozen tot secretaris-generaal van de zionistische organisatie Agudat Israël.

## Latere leven
Birnbaum bleef zijn leven lang werken als journalist. Hij keerde zich op latere leeftijd af van het zionisme. Birnbaum was een promotor van het 'cultureel zionisme' waarbij de nadruk ligt op een eigen joodse identiteit. Birnbaum vond het latere (moderne) zionisme, waarvan Theodor Herzl de grondlegger is, te politiek. Een Joodse Staat, zoals Herzl wilde, heeft Birnbaum nooit nagestreefd. Wel zou Birnbaum zijn hele leven de Hassidische cultuur en het Jiddisch blijven promoten.
Toen in 1933 de nazi's in Duitsland aan de macht kwamen, emigreerde Birnbaum met zijn familie naar Nederland. Hij overleed daar na een lang ziekbed.

## Publicaties
alle in het Duits
- Ausgewählte Schriften zur jüdischen Frage 2 delen, 1910.
- Den Ostjuden Ihr Recht!, Wenen, 1915
- Gottes Volk, Wenen, 1918
- Um die Ewigkeit; Jüdische Essays, Berlijn, 1920
- Im Dienste der Verheissung, Frankfurt, 1927
- Der Aufstieg, Berlijn, 1930 - 1932